# اسباب‌بازی‌خانه

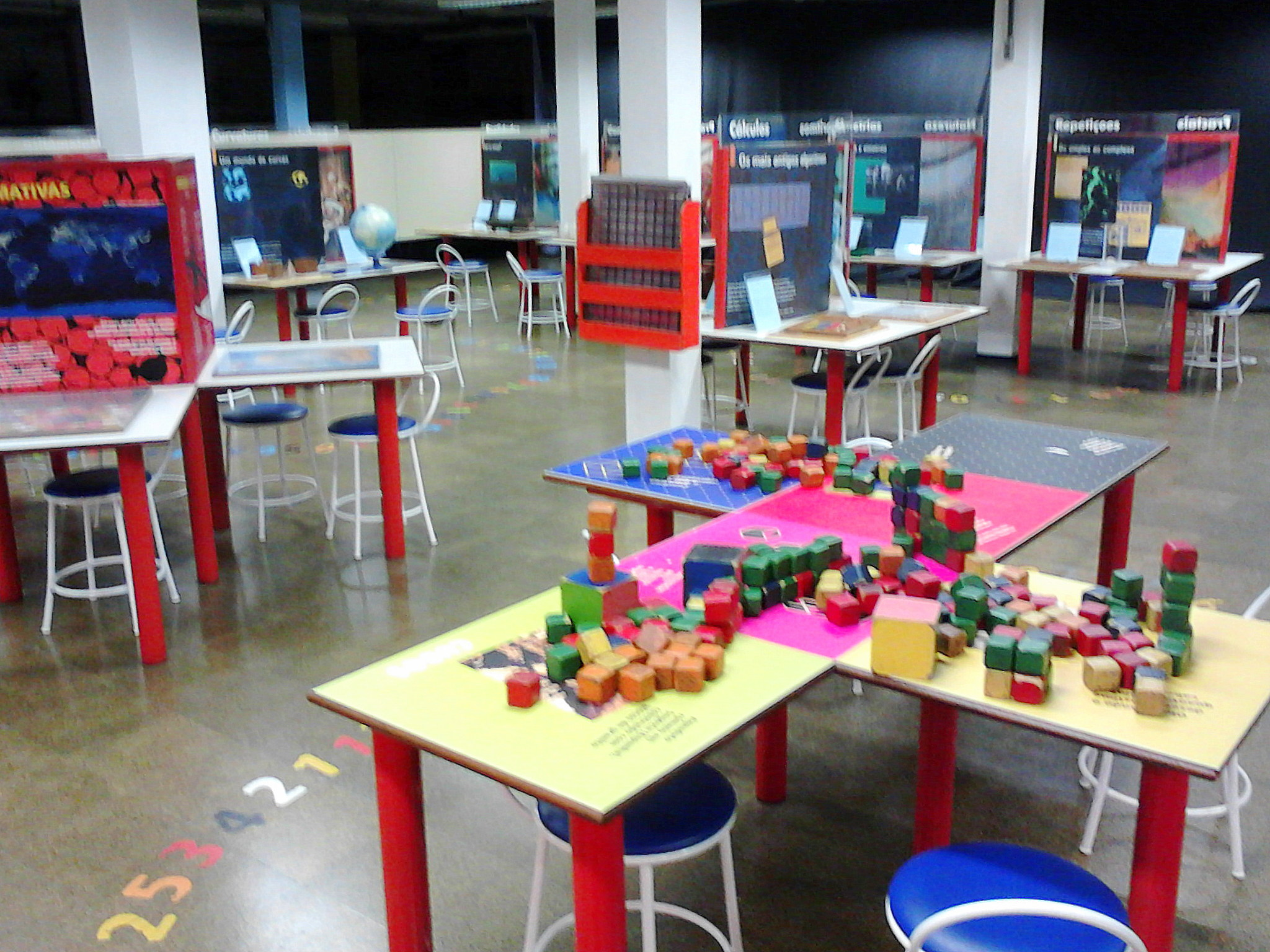
اسباب‌بازی‌خانه

اسباب‌بازی‌خانه یا کتابخانه اسباب‌بازی در زبان انگلیسی به آن (Toy library) و در زبان فرانسه به آن (Ludothèque) گفته می‌شود. اسباب‌بازی‌خانه یا کتابخانه اسباب‌بازی به‌طور معمول اسباب‌بازی‌ها، پازل‌ها و بازی‌های رایانه‌ای را برای مدت دو هفته به کاربران و اعضای خود، امانت یا اجاره می‌دهند و همچنین امکان استفاده در محل را فراهم می‌نمایند. اسباب‌بازی‌خانه‌ها یا کتابخانه‌های اسباب‌بازی امکان دسترسی کودکان به اسباب‌بازی‌ها و بازی‌های رایانه‌ای جدید را فراهم می‌کنند و بدین ترتیب در هزینه خرید اسباب‌بازی و بازی‌های رایانه‌ای توسط خانواده‌ها نیز صرفه‌جویی می‌نمایند. اسباب‌بازی‌خانه‌ها جایگاه ویژه‌ای در سرگرمی و تفریح کودکان دارند. اسباب‌بازی‌خانه‌ها همچنین با نگه داشتن کودکان برای مدت حداقل دو ساعت این امکان را برای والدین فراهم می‌نمایند تا بتوانند به امور اداری و روزمره خود بپردازند. تاریخچه اسباب‌بازی‌خانه‌ها در ایالات متحده آمریکا، فرانسه و کانادا به دهه شصت و هفتاد میلادی بازمی‌گردد.